# Pontia sisymbrii
The Spring White, California White, or Colorado White (Pontia sisymbrii) là một loài bướm thuộc họ Pieridae. Nó được tìm thấy ở mountainous areas of miền tây Canada và the USA.
It is mostly white with small black markings; females may be yellowish. Similar to other checkered whites such as, Pontia beckerii, Pontia protodice, và Pontia occidentalis.
Sải cánh dài 31 to 40 millimeters.
The host plants are Cruciferae, Caulanthus, Streptanthus, và Sisymbrium altissimum, Arabis glabra, Arabis furcata, và Arabis holboelli.

## Phụ loài
Listed alphabetically.
- P. s. elivata (Barnes & Benjamin, 1926)
- P. s. flavitincta (Comstock, 1924)
- P. s. nigravenosa Austin & Emmel, ?2003
- P. s. sisymbrii
- P. s. transversa Holland, 1995